# Corydoras heteromorphus
Corydoras heteromorphus är en fiskart som beskrevs av Nijssen, 1970. Corydoras heteromorphus ingår i släktet Corydoras och familjen Callichthyidae. Inga underarter finns listade i Catalogue of Life.